# Diocesi di Garissa
La diocesi di Garissa (in latino Dioecesis Garissaënsis) è una sede della Chiesa cattolica in Kenya suffraganea dell'arcidiocesi di Mombasa. Nel 2021 contava 8.057 battezzati su 1.082.630 abitanti. È retta dal vescovo George Muthaka, O.F.M.Cap.

## Territorio
La diocesi comprende per intero le contee keniote di Garissa, Mandera e Wajir, e in parte quella di Tana River.
Sede vescovile è la città di Garissa, dove si trova la cattedrale di Nostra Signora della Consolazione.
Il territorio è suddiviso in 7 parrocchie.

## Storia
La prefettura apostolica di Garissa fu eretta il 9 dicembre 1976 con la bolla Sacrosancta Christi di papa Paolo VI, ricavandone il territorio dalle diocesi di Mombasa (oggi arcidiocesi) e di Meru.
Il 3 febbraio 1984 la prefettura apostolica è stata elevata a diocesi con la bolla Quandoquidem di papa Giovanni Paolo II.
Originariamente suffraganea dell'arcidiocesi di Nairobi, il 21 maggio 1990 è entrata a far parte della provincia ecclesiastica di Mombasa.
Il 2 giugno 2000 ha ceduto una porzione di territorio a vantaggio dell'erezione della diocesi di Malindi.
Domenica 1º luglio 2012 la cattedrale ed un'altra chiesa di Garissa sono state attaccate da un commando armato con bombe a mano, facendo almeno sedici morti e decine di feriti.

## Cronotassi dei vescovi
Si omettono i periodi di sede vacante non superiori ai 2 anni o non storicamente accertati.
- Leo White, O.F.M.Cap. † (9 dicembre 1976 - 1984 dimesso)
- Paul Darmanin, O.F.M.Cap. † (3 febbraio 1984 - 8 dicembre 2015 ritirato)
- Joseph Alessandro, O.F.M.Cap. (8 dicembre 2015 succeduto - 17 febbraio 2022 ritirato)
- George Muthaka, O.F.M.Cap., dal 17 febbraio 2022

## Statistiche
La diocesi nel 2021 su una popolazione di 1.082.630 persone contava 8.057 battezzati, corrispondenti allo 0,7% del totale.
| anno | popolazione | popolazione | popolazione | presbiteri | presbiteri | presbiteri | presbiteri                | diaconi | religiosi | religiosi | parrocchie |
| anno | battezzati  | totale      | %           | numero     | secolari   | regolari   | battezzati per presbitero | diaconi | uomini    | donne     | parrocchie |
| ---- | ----------- | ----------- | ----------- | ---------- | ---------- | ---------- | ------------------------- | ------- | --------- | --------- | ---------- |
| 1980 | 7.500       | 360.000     | 2,1         | 17         | 1          | 16         | 441                       | 1       | 18        | 11        | 7          |
| 1990 | 17.600      | 534.000     | 3,3         | 14         | 1          | 13         | 1.257                     |         | 16        | 23        | 10         |
| 1999 | 24.000      | 600.000     | 4,0         | 24         | 3          | 21         | 1.000                     |         | 29        | 22        | 11         |
| 2000 | 9.000       | 961.000     | 0,9         | 11         | 2          | 9          | 818                       |         | 17        | 11        | 6          |
| 2001 | 7.000       | 700.000     | 1,0         | 8          |            | 8          | 875                       |         | 13        | 15        | 5          |
| 2002 | 7.000       | 700.000     | 1,0         | 11         | 2          | 9          | 636                       |         | 12        | 15        | 5          |
| 2003 | 7.000       | 700.000     | 1,0         | 12         | 2          | 10         | 583                       |         | 13        | 15        | 5          |
| 2004 | 7.000       | 700.000     | 1,0         | 10         | 2          | 8          | 700                       |         | 10        | 15        | 5          |
| 2006 | 6.690       | 729.000     | 0,9         | 14         | 5          | 9          | 477                       |         | 11        | 13        | 6          |
| 2013 | 9.000       | 886.000     | 1,0         | 17         | 7          | 10         | 529                       |         | 12        | 17        | 6          |
| 2016 | 9.000       | 948.000     | 0,9         | 14         | 8          | 6          | 642                       |         | 6         | 14        | 6          |
| 2019 | 6.911       | 1.028.545   | 0,7         | 17         | 8          | 9          | 406                       |         | 9         | 15        | 7          |
| 2021 | 8.057       | 1.082.630   | 0,7         | 15         | 9          | 6          | 537                       |         | 6         | 19        | 7          |